# Saint-Bénézet
Saint-Bénézet é uma comuna francesa na região administrativa de Occitânia, no departamento de Gard. Estende-se por uma área de 6,3 km². Em 2010 a comuna tinha 286 habitantes (densidade: 45,4 hab./km²).